# Svojšín (nádraží)
Svojšín je železniční stanice v jižní části obce Svojšín v okrese Tachov v Plzeňském kraji oddělené od hlavní aglomerace řekou Mží. Leží na elektrizované trati Plzeň–Cheb (25 kV, 50 Hz AC) a jednokolejné neelektrizované trati Svojšín–Bor.

## Historie
Stanice byla vybudována jakožto součást Dráhy císaře Františka Josefa (KFJB) spojující Vídeň, České Budějovice a Cheb, podle typizovaného stavebního návrhu. 28. ledna 1872 byl s místním nádražím uveden do provozu celý nový úsek trasy z Plzně do Chebu, kudy bylo možno pokračovat po železnici do Německa.
Po zestátnění KFJB v roce 1884 pak obsluhovala stanici jedna společnost, Císařsko-královské státní dráhy (kkStB), po roce 1918 pak správu přebraly Československé státní dráhy. 20. září 1903 byla otevřena trať společnosti Místní dráha Svojšín-Bor vedená ze Svojšína do Boru. Státní dráhy zajišťovaly též dopravu na místní dráze, ta byla zestátněna roku 1925.
Elektrický provoz na hlavní trati procházející stanicí byl zahájen 8. listopadu 1967.

## Popis
Stanicí prochází Třetí železniční koridor, vede tudy jednokolejná trať. Byla dokončena úprava nádraží na koridorové parametry: nachází se zde jedno kryté ostrovní nástupiště a jedno nástupiště jednostranné vnější. Přístup na nástupiště je umožněn podchodem.